# ام‌اس لاستوچکا
ام‌اس لاستوچکا (به انگلیسی: MS Lastochka) یک کشتی است که طول آن ۲۲٫۴ متر (۷۳ فوت) و ارتفاع آن 3 metres می‌باشد. این کشتی در سال ۱۹۷۵ ساخته شد.